# Право на життя (фільм, 1928)
«Право на життя» — радянський німий художній фільм 1928 року режисера Павла Петрова-Битова. Прем'єра фільму відбулася 12 липня 1928 року. Інші назви — «Власник партквитка», «Записка», «Перехресні стежки», «За протекцією». Фільм вважається втраченим.

## Сюжет
У Ленінград з села приїжджає молода дівчина Ксана Гусєва. Вона випадково знайомиться з завідувачем виробництва текстильної фабрики Шарухіним. Той обіцяє влаштувати дівчину на роботу, минаючи біржу праці. Він просить інтимні послуги в обмін на робоче місце. При цьому Софія Антонівна, тітка Ксани, радить племінниці погодитися на зв'язок з Шарухіним. Ксана категорично відмовляється. Ксана закохується у Федора Бабаєва, голову фабкому. Вона просить його влаштувати на фабрику. Федір каже, що не може цього зробити, тому що вона не член профспілки й не перебуває на біржі праці. Шарухіну за сприяння співробітника біржі праці вдається прийняти Ксану на роботу. Його дії засуджують робітники фабрики. Бабаєв, долаючи кохання і співчуття до дівчини, домагається її звільнення. Ображена поведінкою Федора, дівчина вирішує виїхати назад у село. Вона прямує на вокзал, але їй заважають першотравневі колони демонстрантів. Закоханий юнак наздоганяє її на вокзалі. Ксана дістає повідомлення з біржі праці про направлення її на роботу на ту саму текстильну фабрику. Ігровий сюжет фільму обрамляли хронікальні зйомки свят — десятої річниці Жовтня, коли героїня приїхала в Ленінград, і першотравневої демонстрації 1928 року, коли вона зібралася повернутися в село.

## У ролях
- Тетяна Гурецька —  Ксана Гусєва
- Федір Михайлов —  Федір Бабаєв, голова фабкому
- Роза Свердлова —  Аня Лапіна, сусідка
- Микола Шарап —  Шарухін, завідувач виробництвом
- М. Нестерова —  тітка Соня
- Микола Анненков — епізод
- Микола Яблоков — епізод

## Знімальна група
- Режисер: Павло Петров-Битов
- Сценаристи: Павло Петров-Битов, С. Дауров
- Оператор: Леопольд Веріго-Даровський
- Художник: Євгенія Словцова